# Horizons (Kris Allen)
Horizons è il quarto album in studio del cantautore statunitense Kris Allen, pubblicato nel 2014.

## Tracce
1. Young Love ("Paul Simon")
2. Prove It to You (feat. Lenachka)
3. Beautiful & Wild
4. In Time
5. Lost
6. Don't See Me Free
7. Everybody Just Wants to Dance
8. Parachute
9. It's Always You
10. Girl Across the Room